# Skällberget

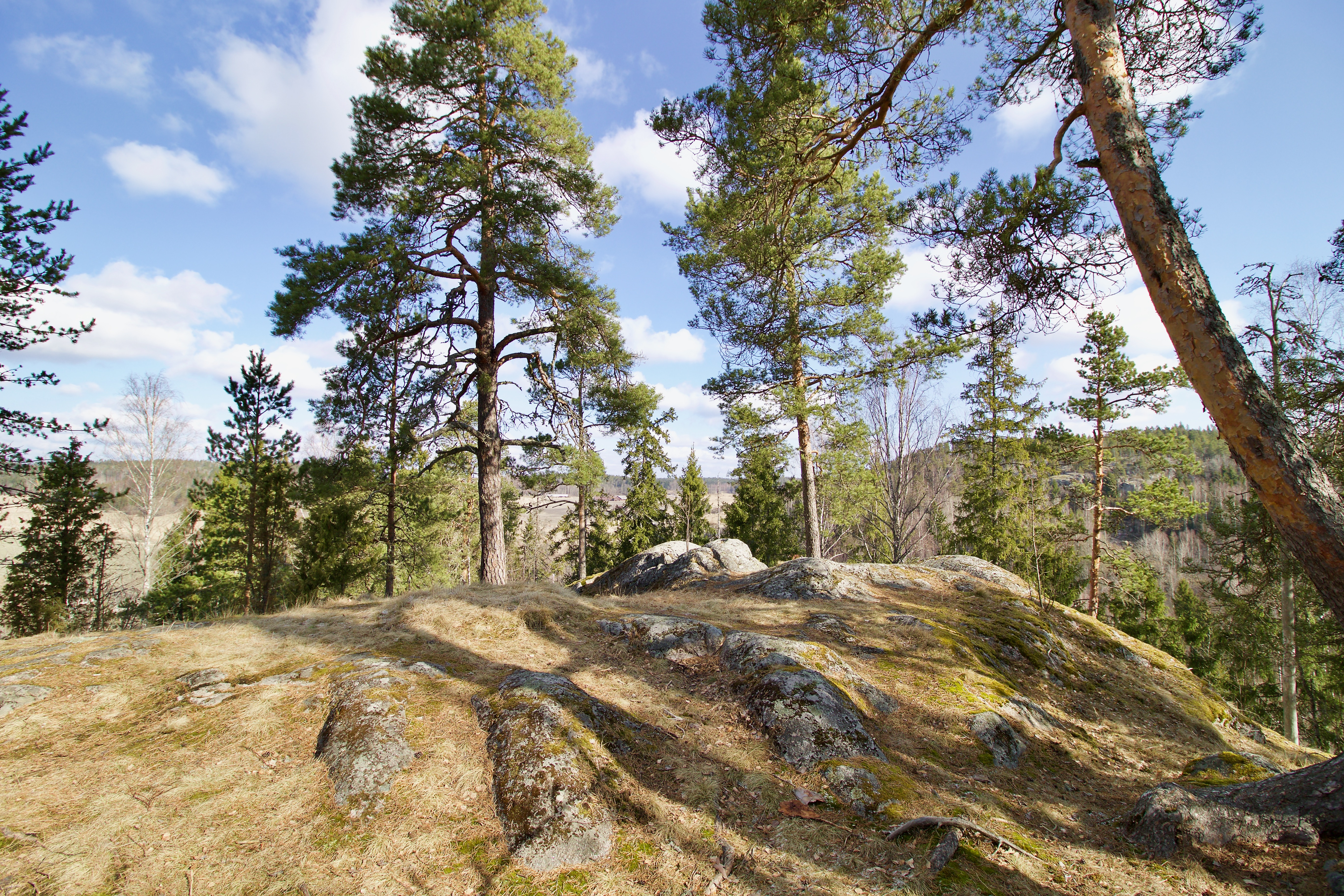
Skällberget.

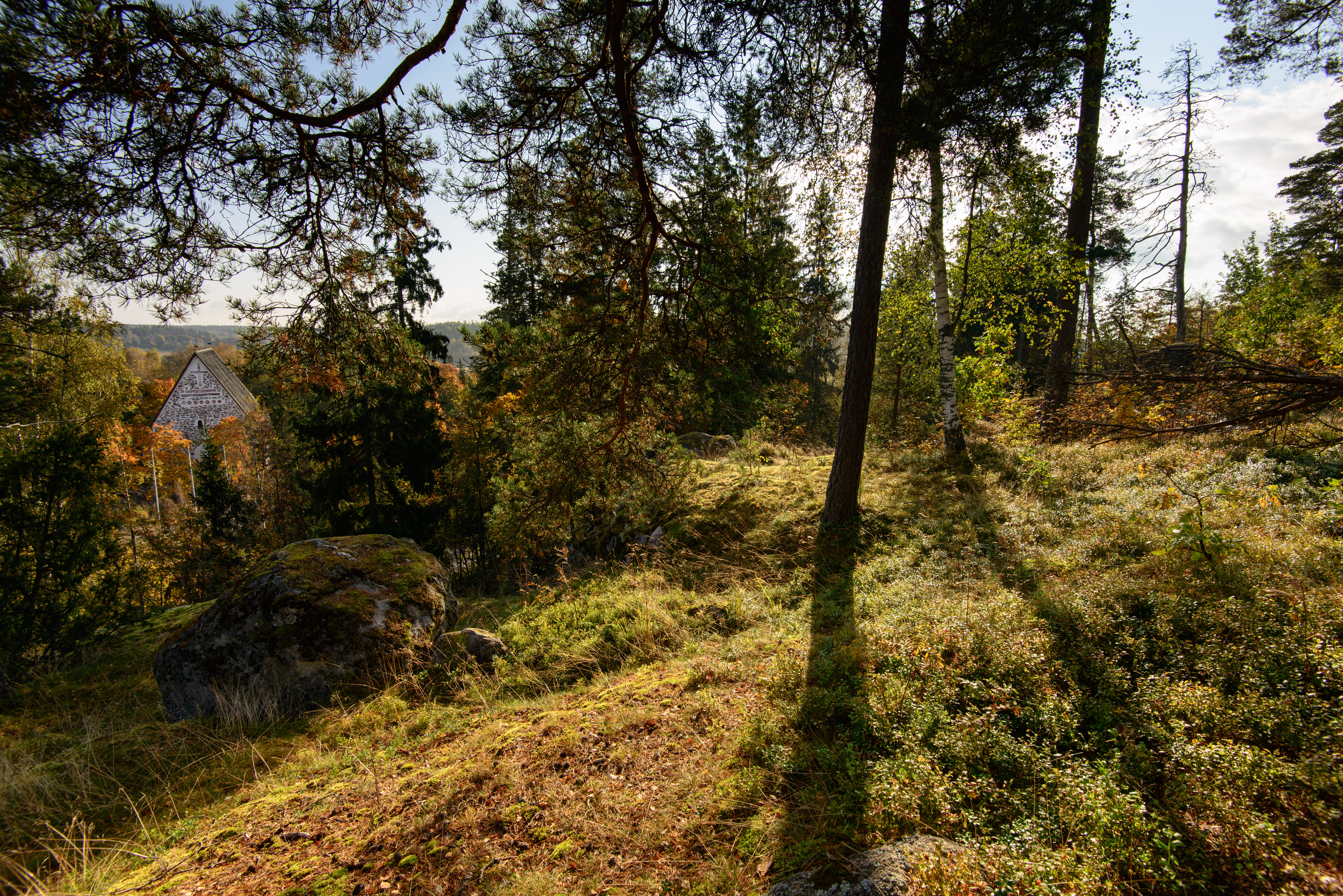
Skällberget med Sjundeå kyrka i bakgrunden.

Skällberget är en kulle i Sjundeå i sydvästra Finland. Kullen är belägen i byn Tjusterby i närheten av Sjundeå kyrkoby. Regionalväg 116, Svidjavägen, går mellan Skällberget och Sjundeå S:t Petri kyrka. Det finns en fornborg på kullen. Skällberget upplevde ett uppsving som besöksmål på 1990-talet, då platsen röjdes och lyftes fram. Den kontinuerliga vården av stället som skedde genom Museiverkets försorg upphörde ändå i början av 2000-talet.

## Fornborgen
Fornborgen på Skällberget är belägen vid en vattenled. Fornborgen dateras till slutet av järnåldern eller till tidig medeltid. Fornborgen består av ett litet område högst uppe på berget. I söder har man byggt två vallar av stenar och jord för att skydda området mot fiender. I öster och i norr stupar berget brant ned och är därför otillgängligt. Sannolikt har det inte funnits beständiga byggnader på Skällberget. Fornborgen har möjligen byggts som vaktplats eller som en tillflyktsplats i försvaret mot fiendeanfall. Berget bjuder på utsikt bland annat över åkrarna i väster och norr, som utgjorde vikar och fjärdar under förhistorisk tid. Kyrkån flyter genom dalen invid berget och vidare förbi den medeltida kyrkan. Dateringen av Skällberget i stor utsträckning bygger på typologi och morfologi, det vill säga på basis av yttre former.